# 纤花蒲桃
纤花蒲桃（学名：Syzygium leptanthum）是桃金娘科蒲桃属的植物。分布于澳大利亚、锡金以及中国大陆的海南、云南等地，生长于海拔600米至1,210米的地区，一般生长在常绿阔叶林中，目前尚未由人工引种栽培。